# Ga Kanjō-Dōri-Higashi
Ga Kanjō-Dōri-Higashi (環状通東駅) là nhà ga tàu điện ngầm nằm ở Higashi, Sapporo, Hokkaidō, Nhật Bản. Nhà ga được đánh số H04.

## Bố trí ga
| G                                 | Mặt đất                                            | Lối vào/Lối ra                    |
| Sân ga                            | Sân ga cạnh, cửa sẽ mở ở bên trái                  | Sân ga cạnh, cửa sẽ mở ở bên trái |
| Sân ga 1                          | đi H05 Higashi-Kuyakusho-Mae (Hướng đi Fukuzumi) → |                                   |
| Sân ga 2                          | ← đi H03 Motomachi (Hướng đi Sakaemachi)           |                                   |
| Sân ga cạnh, cửa sẽ mở ở bên trái |                                                    |                                   |

## Lịch sử
- 2 tháng 12 năm 1988: Nhà ga mở cửa, điểm bắt đầu của tuyến từ Sakaemachi đến Hōsui-Susukino.[1]
  - Trước khi khai trương, nhà ga được dự kiến đặt tên là Ga Kita-Jūgo-Jō
- 23 tháng 2 năm 2017: Cửa chắn sân ga đã được lắp đặt và đi vào hoạt động.

## Xung quanh nhà ga
- Ngân hàng Hokkaido, chi nhánh Kita-Jūgo-Jō
- Ngân hàng North Pacific, chi nhánh Kita-Jūgo-Jō

## Thống kê lượng hành khách
Theo Cục Giao thông vận tải Thành phố Sapporo, số lượng hành khách trung bình mỗi ngày trong năm tài chính 2020 là 6.806.
Số lượng hành khách trung bình mỗi ngày trong những năm gần đây như sau.
| Năm  | Lượng hành khách trung bình mỗi ngày | Nguồn |
| ---- | ------------------------------------ | ----- |
| 2003 | 8,463                                | [ 2 ] |
| 2004 | 8,431                                | [ 2 ] |
| 2005 | 8,524                                | [ 2 ] |
| 2006 | 8,546                                | [ 2 ] |
| 2007 | 8,538                                | [ 2 ] |
| 2008 | 8,539                                | [ 2 ] |
| 2009 | 8,169                                | [ 2 ] |
| 2010 | 8,207                                | [ 2 ] |
| 2011 | 8,245                                | [ 3 ] |
| 2012 | 8,456                                | [ 3 ] |
| 2013 | 8,739                                | [ 3 ] |
| 2014 | 9,044                                | [ 3 ] |
| 2015 | 9,315                                | [ 3 ] |
| 2016 | 9,508                                | [ 4 ] |
| 2017 | 9,286                                | [ 4 ] |
| 2018 | 9,026                                | [ 5 ] |
| 2019 | 8,948                                | [ 5 ] |
| 2020 | 6,806                                | [ 6 ] |

## Hình ảnh

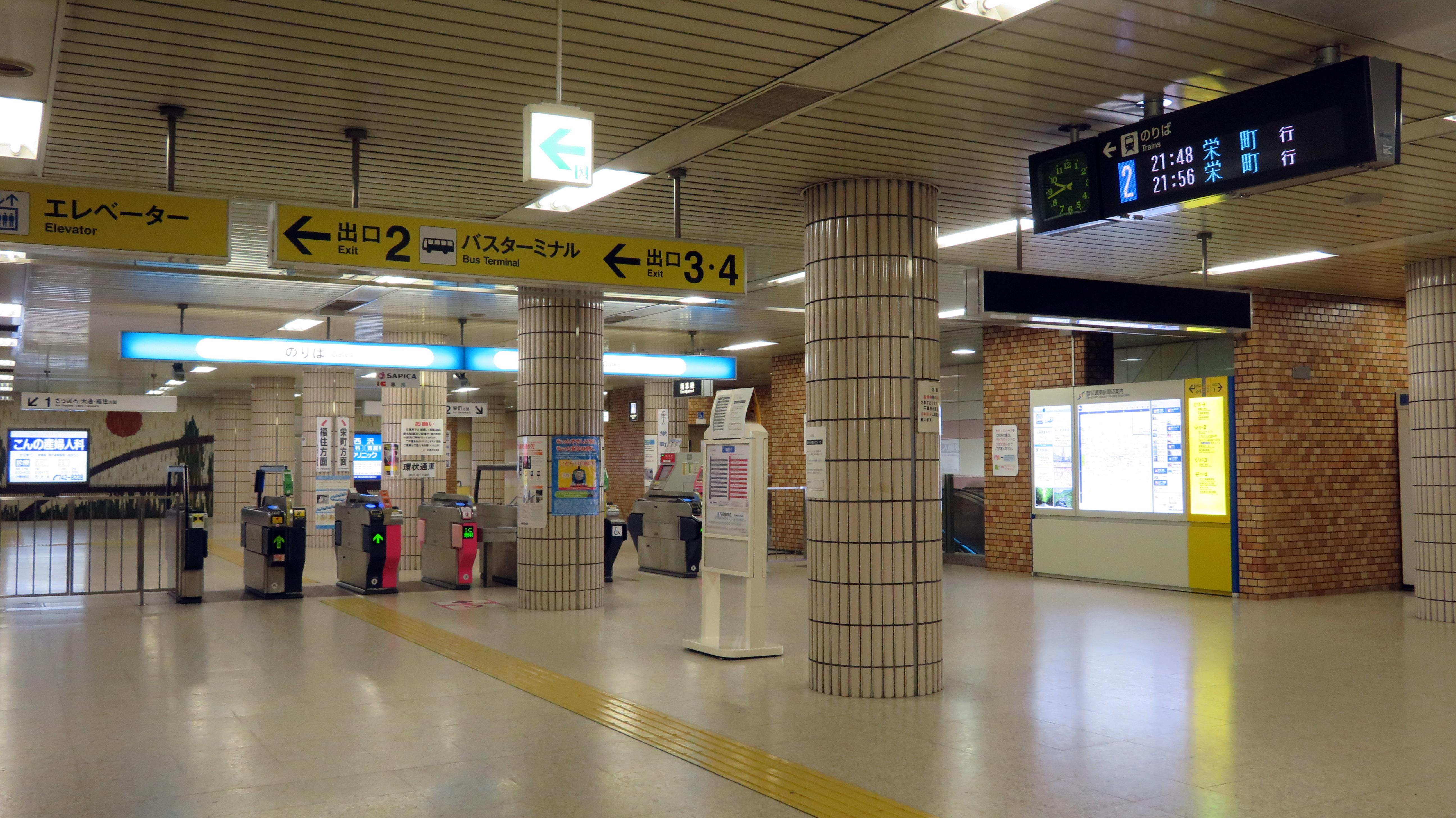
Cổng soát vé
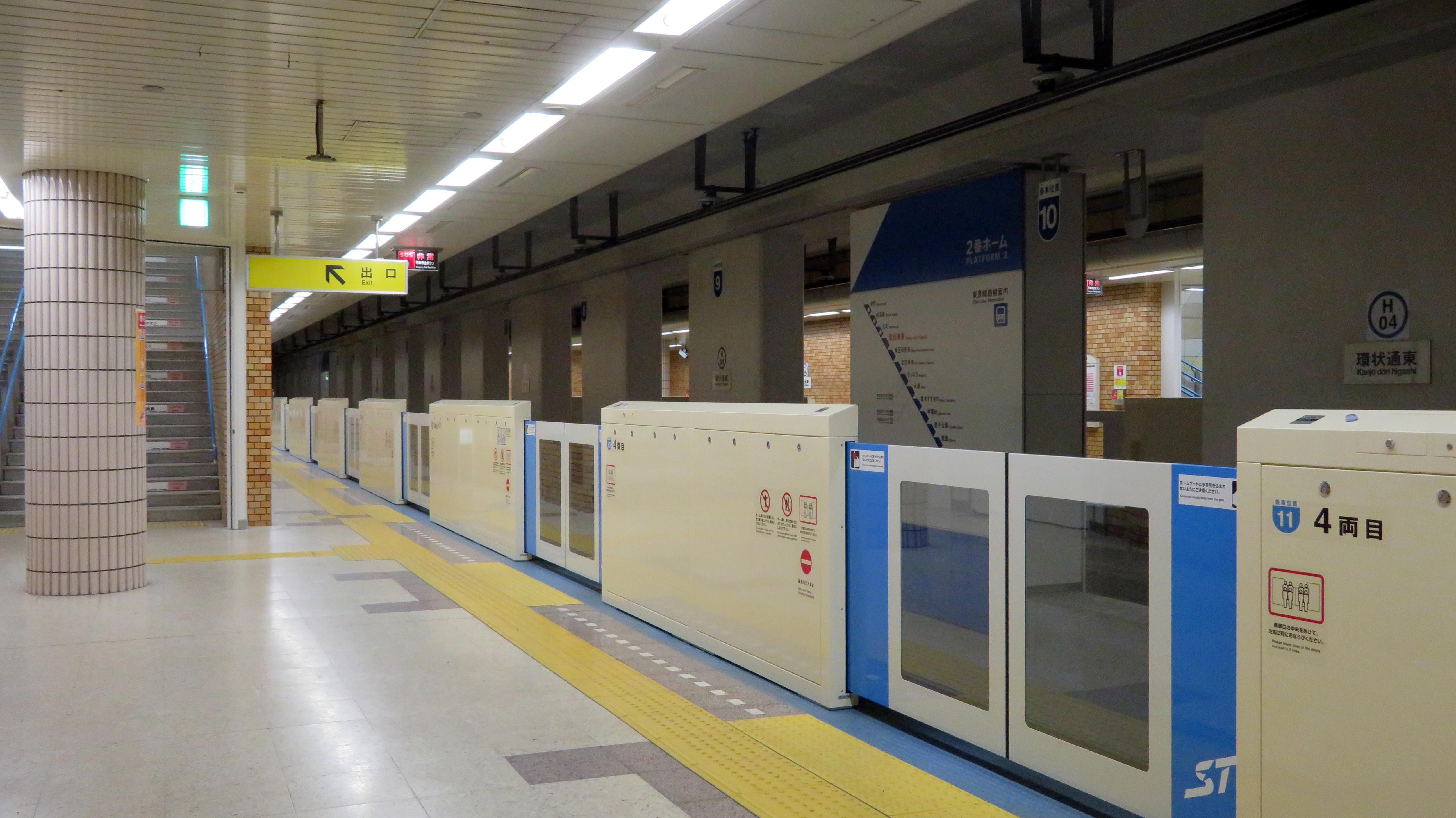
Sân ga
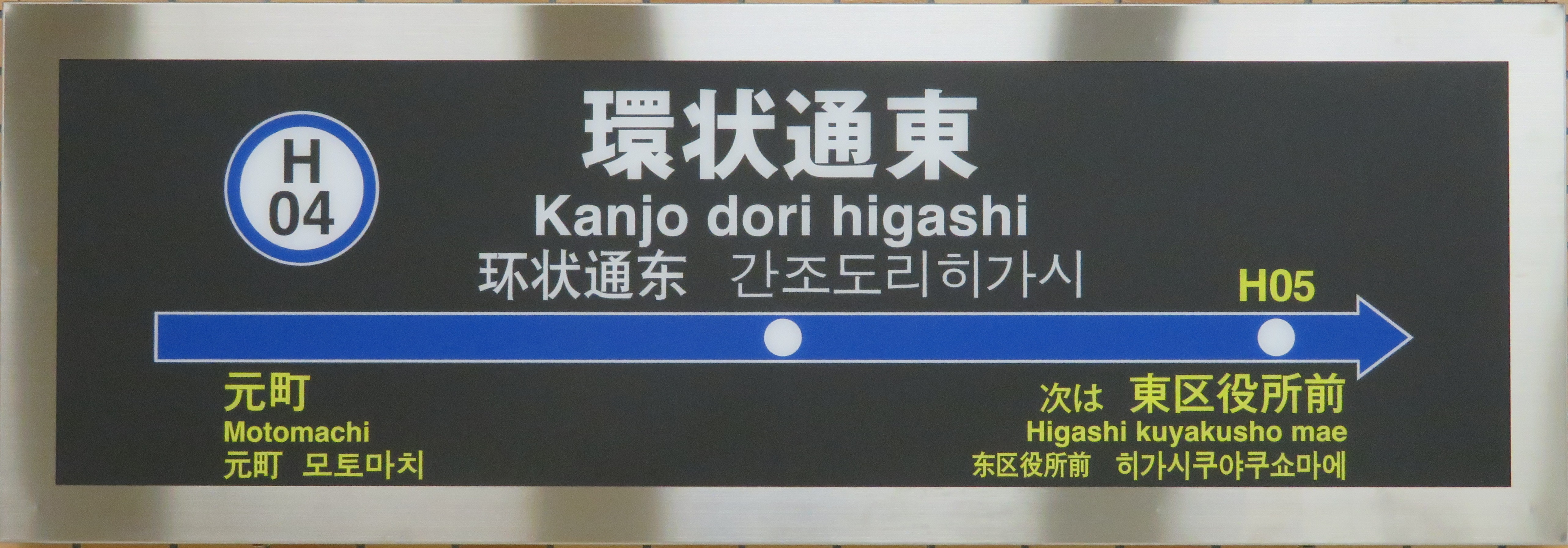
Biển tên của nhà ga